# Cardiochiles thoracicus
Cardiochiles thoracicus är en stekelart som först beskrevs av Cresson 1873.  Cardiochiles thoracicus ingår i släktet Cardiochiles och familjen bracksteklar. Inga underarter finns listade.